# Abdiweli Mohamed Ali
Abdiweli Mohamed Ali (somalski: Cabdiweli Maxamed Cali; Dhusamareb, 2. srpnja 1965.) somalijski-američki je političar, sveučilišni nastavnik, diplomat i ekonomist. U kratkorajnoj tehničkoj Vladi, za koje su se promijenila dva vršitelja dužnosti predsjenika, obnašao je dužnost predsjednika vlade. Zahvaljujući dobroj politici usmjerenoj na gospodarski razvoj, izveo je zemlju iz političke i ustavne krize te joj povratio diplomatski značaj.
Početkom siječnja 2014. imenovan je predsjednikom Puntlanda, autonomne pokrajine na sjeveroistoku Somalije.

## Životopis
Rođen je 1965. na području Puntlanda, u sjeveroistočnoj Somaliji. Nakon stjecanja osnovnog i srednjoškolskog obrazovanja, upisuje Mogadiško sveučilište, gdje je 1984. diplomirao ekonomiju. Potom odlazi u Sjedinjene Države, gdje dobiva američko državljanstvo. Na Sveučilištu Vanderbilt u Nashvilleu 1988. postaje magistar ekonomije. Visoko obrazovanje nastavlja kao stipendist na Harvardskom sveučilištu, gdje 1999. dobiva certifikat Međunarodnog poreznog programa Pravnog fakulteta. Proučava porez na dodanu vrijednost, poreznu administraciju, porezne zakone i poreznu analitiku.
Iste godine postaje magistar na području javne uprave pri Kenedijevoj upravnoj školi Harvardskog sveučilišta. Magistarski rad napisao je proučavaju utjecaj poreza na javnu upravu i poreznu analitiku. Naslov doktora znanosti stječe 2000. na Sveučilištu George Mason u Fairfaxu. U znanstvenom se radu bavi povezanosti mikroekonomije, javnih financija, javnog mijenja i monetarne teorije.